# HD 47667
HD 47667，又名BD-14 1525，SAO 151751、HR 2450，是一颗恒星，视星等为4.82，位于銀經224.26，銀緯-9.04，其B1900.0坐标为赤經6h 34m 42.4s，赤緯-14° -9.04′ 22″。